# Бельгийский шоколад

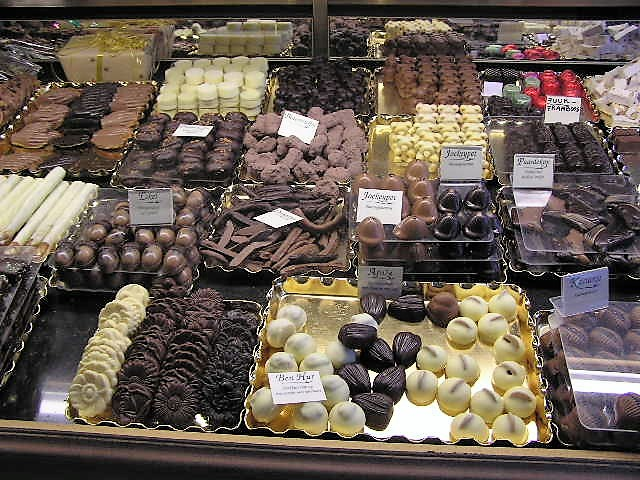
Некоторые виды пралине в шоколадной лавке Антверпена

Бельгийский шоколад — изделие из какао, производимое в Бельгии. Является крупной отраслью промышленности с XIX века. В настоящее время составляет важную часть экономики и культуры страны.
Сырьё, используемое в производстве шоколада, не производится в Бельгии; большая часть какао выращивается в Африке, Центральной Америке и Южной Америке. В XIX веке отрасль значительно расширилась, приобрела международную репутацию, и вместе со Швейцарией Бельгия стала одним из важнейших производителей этого товара в Европе. Несмотря на то, что с 1894 года отрасль регулируется законом, не существует универсального стандарта для маркировки шоколада как «бельгийского». Наиболее распространённый стандарт гласит, что производство шоколада должно осуществляться на территории Бельгии.

## История

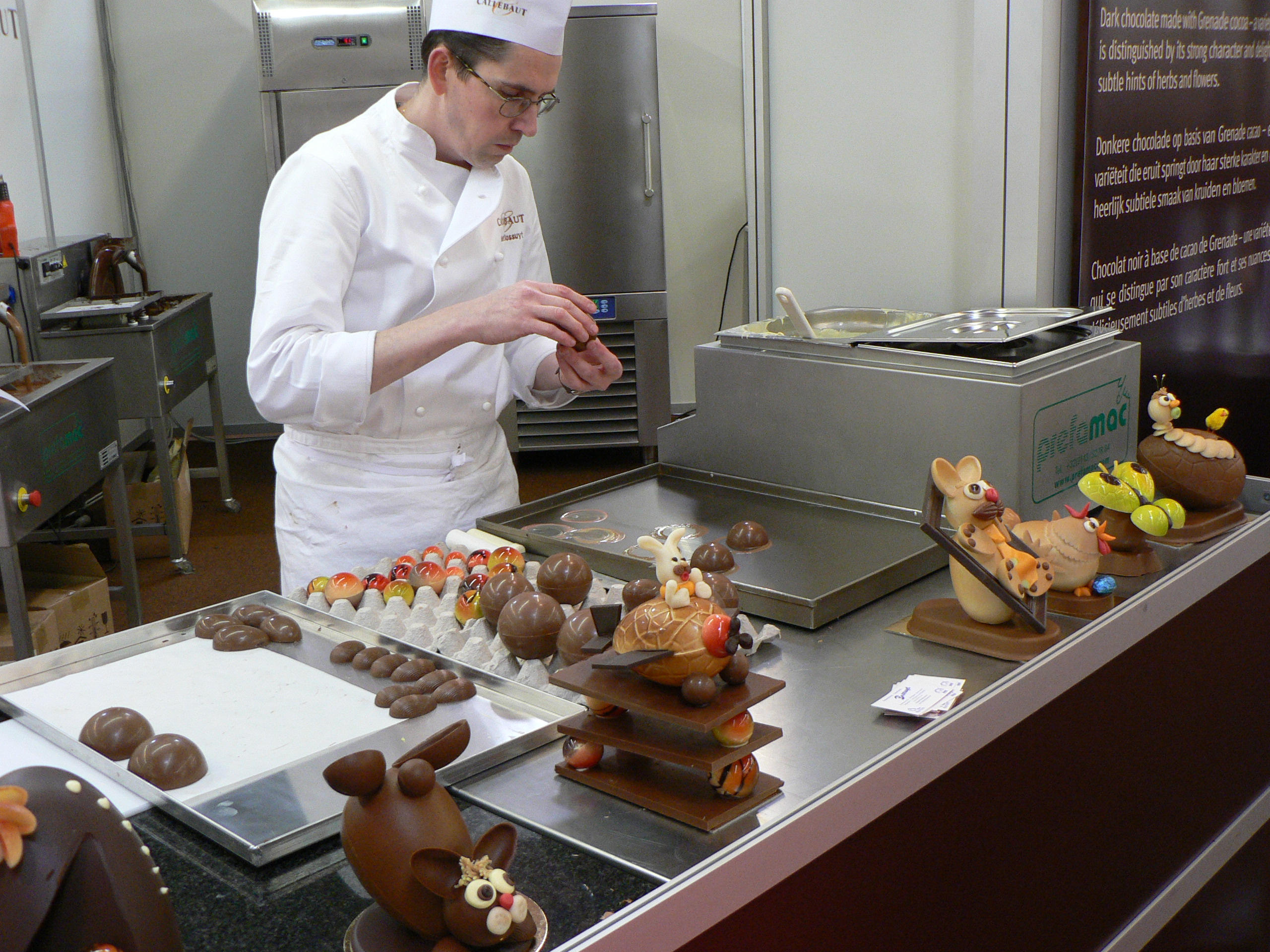
Шоколатье, производящий пасхальные яйца в Брюгге

Бельгийцы начали употреблять шоколад ещё в 1635 году, когда страна находилась под испанской оккупацией вскоре после того, как шоколад был завезён в Европу из Центральной Америки. К середине XVIII века шоколад стал чрезвычайно популярен в высших и средних слоях общества, особенно в виде горячего шоколада. Одним из любителей шоколада являлся Карл-Александр Лотарингский — австрийский губернатор территории. С начала XX века Бельгия могла импортировать большое количество какао из своей африканской колонии — Бельгийского Конго. К 1900-м годам шоколад становился всё более доступным для бельгийского рабочего класса. Согласно одному исследованию, Бельгия впервые начала экспортировать больше шоколада, чем импортировала, в 1960-е годы, а экспорт «бельгийского шоколада» экспоненциально рос с 1980 года.
Пралине — изобретение бельгийской шоколадной промышленности. Разработано в 1915 году Луизой Агостини — женой Жана Нойхауса-младшего.

## Производство и стандарты
Состав бельгийского шоколада регулируется законом с 1894 года, когда для предотвращения фальсификации шоколада низкокачественными жирами из других источников был установлен минимальный уровень содержания чистого какао — 35%. Попытки ввести отраслевую стандартизацию не увенчались успехом. Попытка Европейского экономического сообщества (ЕЭС) ввести минимальные стандарты в отношении количества заменителей какао-масла по всей Европе привела к длительным переговорам, но законодательство, окончательно принятое в 2003 году, было расценено в Бельгии как чрезмерно мягкое. В 2007 году Европейский союз ввёл добровольный стандарт качества, который устанавливает определённые критерии для того, чтобы продукт считался «бельгийским шоколадом». Согласно «Бельгийскому шоколадному кодексу», переработка, смешивание и конширование должны осуществляться в Бельгии.
Споры о том, что можно законно называть «бельгийским шоколадом», разгорелись из-за того, что некоторые традиционные бельгийские шоколадные фабрики были куплены небельгийскими компаниями и даже перенесли производство за пределы Бельгии. Игнас Ван Дорселер, исполнительный директор шоколадной компании Neuhaus, настаивает на том, что в словаре компании «бельгийский» означает «место производства, штаб-квартиру и владельца», но без обозначения статуса продукта, охраняемого ЕС.
Многие фирмы производят шоколад вручную, что требует больших усилий и объясняет преобладание небольших независимых шоколадных магазинов, популярных среди туристов.

## Разновидности

### Пралине
Пралине, производимые в Бельгии, обычно представляют собой конфеты с мягкой начинкой в шоколадной глазури. Они отличаются от орехово-сахарных конфет, популярных во Франции и США, которые иногда называют тем же именем. Впервые они были представлены в 1912 году Жаном Нойхаусом II.
Существует множество форм и видов пралине, хотя они почти всегда состоят из шоколадной оболочки с более мягкой начинкой. В Бельгии слово «пралине» может относиться как к шоколадным конфетам с начинкой в целом, так и к традиционным шоколадным конфетам с начинкой «пралине», популярным в Европе (пралине — это карамелизированные фундук или миндаль, измельчённые в пасту). Бельгийские пралине не ограничиваются традиционной начинкой пралине и часто содержат орехи, марципан, солёную карамель, кофе, ликёры, сливочные ликёры, вишню или шоколадную смесь, которая контрастирует с внешней оболочкой. Они часто продаются в стилизованных коробках в форме подарочной упаковки. Крупнейшими производителями являются Neuhaus, Godiva, Leonidas и Guylian.

### Трюфели

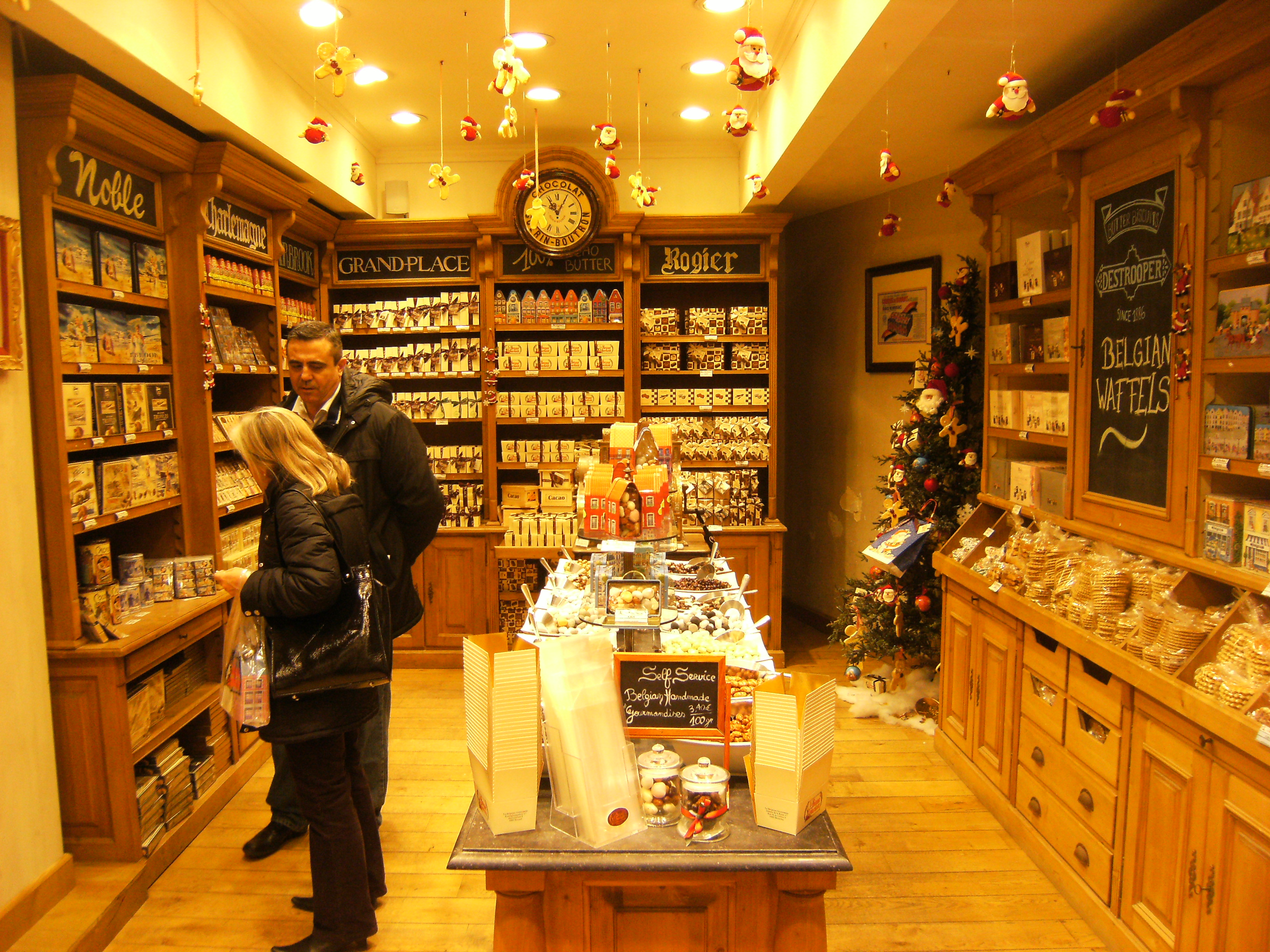
Интерьер типичного шоколадного магазина в Брюсселе

Бельгийские шоколадные трюфели чаще всего представляют собой пористые или гладкие шоколадные шарики или, как правило, трюфели в форме комочка. Иногда они покрываются глазурью, содержащей вафли, или высококачественным какао-порошком. Они содержат мягкий ганаш, который традиционно представляет собой полужидкую эмульсию и поэтому хранится пару дней при низких температурах и/или требует хранения в холодильнике. В специальных трюфелях иногда используется фруктовый, ореховый или кофейный ганаш. В редких случаях в них добавляют фруктовый ликёр или сливочный ликёр, но в большинстве случаев их можно отличить от пралине по форме и текстуре. Также существуют «пралине-трюфели».

### Яйца и фигурки
Яйца, фигурки животных, статуэтки и сердечки на День святого Валентина ручной работы изготавливаются многими небольшими бельгийскими шоколатье, как и в других странах, и занимают относительно небольшую долю рынка, однако пользуются наибольшим спросом в День святого Валентина, День Пасхи, День Синтерклааса и Рождество.

## Экономика
Шоколад играет важную роль в экономике Бельгии, и в стране насчитывается более 2000 шоколатье, как мелких, так и крупных. В настоящее время шоколад очень популярен в Бельгии: ежегодно производится 172000 тонн широко экспортируемого шоколада. Côte d'Or, вероятно, является крупнейшим коммерческим брендом, продукция которого продаётся практически в каждом продуктовом магазине страны. Крупнейшие производители самых разных видов шоколада — Neuhaus, Godiva, Leonidas и Guylian. Бельгийские пралине (помадки) в форме морских раковин, рыб, бриллиантов и авторских изделий продаются в магазинах в центре города, на рыночных прилавках и во многих деревенских магазинах по всей Бельгии.

## Бельгийские бренды и шоколатье
- Callebaut
- Côte d'Or
- Galler
- Godiva
- Guylian
- Leonidas
- Pierre Marcolini
- Neuhaus
- Planète Chocolat